# Бэбкок (лунный кратер)
Кратер Бэбкок (лат. Babcock) — ударный кратер находящийся на северо-восточной окраине моря Смита на обратной стороне Луны. Название присвоено в честь американского астронома Хэролда Дилоса Бэбкока (1882—1968) и утверждено Международным астрономическим союзом в 1970 г. Образование кратера относится к донектарскому периоду.

## Описание кратера
Ближайшими соседями кратера являются кратер Нунн на западе; кратер Янский на северо-западе; кратер Дрейер на северо-востоке; кратер Эрро на востоке-северо-востоке и кратер Пуркинье на юге. Селенографические координаты центра кратера 4°08′ с. ш. 94°08′ в. д. / 4,13° с. ш. 94,14° в. д., диаметр 95,3 км, глубина 2,85 км.
Вал кратера значительно поврежден и зазубрен произошедшими за время его существования импактами. Северо-восточная часть внутреннего склона перекрыта небольшим кратером. Высота вала над окружающей местностью 1480 м, объем кратера составляет приблизительно 9700 км³. Дно чаши кратера плоское, заполнено лавой. В центре чаши расположен кратер Засядко. Окрестности кратера затоплены потоками базальтовой лавы оставившими после себя лишь останки кратеров в виде слегка выступающих над поверхностью валов.
В силу своего расположения у края обратной стороны Луны вследствие либрации часть кратера периодически доступна для наблюдения с Земли.

## Сателлитные кратеры
| Бэбкок | Координаты                                          | Диаметр, км |
| ------ | --------------------------------------------------- | ----------- |
| H      | 3°07′ с. ш. 96°31′ з. д. / 3,11° с. ш. 96,51° з. д. | 63,4        |
| K      | 1°11′ с. ш. 95°08′ з. д. / 1,19° с. ш. 95,14° з. д. | 10,0        |

- Образование сателлитного кратера Бэбкок H относится к донектарскому периоду[1].